# Lijst van loges in Brussel
Deze lijst van loges in Brussel betreft zowel nog bestaande als historische loges uit de vrijmetselarij en de para-maçonnerie.
Alle hier vermelde loges zijn actief, tenzij een einddatum wordt vermeld.

## Vrijmetselarij

### Onafhankelijke loges
Volgende actieve loges behoren niet (meer) tot een obediëntie:
- Iona (XXXX) - Franstalig (vroeger ...)
- Alpha et Athanor (XXXX) - Franstalig (vroeger O.I.T.A.R.)
- Le Franc Maillon (XXXX) - Franstalig (vroeger O.I.T.A.R.)

Volgende inactieve loges behoorden niet (meer) tot een obediëntie:
- ... (1740-174X) - Franstalig
- L'Union (1742-174X/1773-17XX) - Franstalig
- L'Union Parfaite (1754-175X) - Franstalig
- La Constance de l'Union (1769-17XX) - Franstalig
- La Constance Éprouvée (1770-177X) - Franstalig
- L'Heureuse Rencontre (1771-17XX) - Franstalig
- La Parfaite Harmonie (1780-178X) - Franstalig
- La Parfaite Amitié (1772-17XX) - Franstalig
- L'Union Fraternelle (1784-178X) - Franstalig
- L'Union Indissoluble (178X-17XX- Franstalig
- Au Pot d'Étain - Grand Place (17XX-17XX) - Franstalig

### Grande Loge de France
De historische G.L.d.F. telde één slapende loge:
- nº ...: Loge du F. Grave (1769-17XX) - Franstalig

### Grand Orient de France
De G.O.d.F. telt één slapende loge:
- nº ...: Les Vrais Amis de la Justice (1775-1789) - Franstalig

### Grootoosten der Nederlanden
Het G.O.N. telt drie slapende loges:
- nº ...: La Paix (1802-1814) - Franstalig
- nº ...: Le Candeur (1804-1814) - Franstalig
- nº ...: Les Défenseurs de Guillaume et de la Patrie (1818-18XX) - Franstalig

### Grootoosten van België
Het G.O.B. telt vijfendertig actieve en negen slapende loges:
- nº -: Les Vrais Amis de l'Union (1782-1855) - Franstalig
- nº -: Les Amis du Progrès (1838-1855) - Franstalig
- nº 4: Les Vrais Amis de l’Union et du Progrès Réunis (1782/1855) - Franstalig
- nº 5: Les Amis Philanthropes (numéro 1) (1798) - Franstalig
- nº -: L'Espérance (1805-1837/1848-1856) - Franstalig
- nº -: La Paix et le Candeur (1814-1836) - Franstalig
- nº -: Les Amis de l' Ordre (Bruxelles, Louvain, Namur) (1831-18XX) - Franstalig
- nº -: Le Travail (1840-18XX) - Franstalig
- nº -: La Fraternité (1848-1854) - Franstalig
- nº 6: Les Amis Philanthropes numéro 2 (1895-1973) - Franstalig
- nº 7: Les Amis Philanthropes numèro 3 (1911) - Franstalig
- nº 22: Action et Solidarité (numéro 1) (1924) - Franstalig
- nº 23: Prométhée (1929) - Franstalig
- nº 25: Balder (i.) (1932) - Nederlandstalig
- nº 30: La Fraternité (1946) - Franstalig
- nº 31: Action et Solidarité numéro 2 (1949) - Franstalig
- nº 32: Action et Solidarité numéro 3 (1949) - Franstalig
- nº 34: L'Amitié-Victor Bohet (1952) - Franstalig
- nº 42: Le Libre Examen (numéro 1) (1960) - Franstalig
- nº 44: L’Amitié Fraternelle (1961) - Franstalig
- nº 48: Le Ciment (1964) - Franstalig
- nº 53: Branding (ii.) (1968) - Nederlandstalig
- nº 56: Les Amis Philanthropes numéro 4-Henri Saint-Jean (1972) - Franstalig
- nº 57: La Pierre Angulaire (1973) - Franstalig
- nº 59: Les Amis Philanthropes numèro 2 Oméga (1973) - Franstalig
- nº 60: Les Amis Philanthropes numèro 2 Alpha (1973) - Franstalig
- nº 63: Voltaire (1976) - Franstalig
- nº 66: Saint-Jean d’Écosse (1976) - Franstalig
- nº 69: Le Libre Examen numéro 2 (1977) - Franstalig
- nº 71: La Source (1978) - Franstalig
- nº 76: Hermès (1980) - Franstalig
- nº 77: De Vier Ghecroonde (i.) (1980) - Nederlandstalig
- nº 79: Action et Progrès (1980) - Franstalig
- nº 80: Action et Solidarité 80 (1980) - Franstalig
- nº 82: Anderson (1982) - Franstalig
- nº 83: Le temps des Cerises (1982) - Franstalig
- nº 85: Athéna (1983) - Franstalig
- nº 90: Fraternité l'Espérence (1984) - Franstalig
- nº 110: Le Juste Milieu (1992) - Franstalig
- nº 113: La Butte aux Cailles (1995) - Franstalig
- nº 119: Odin (XXXX-XXXX) - Nederlandstalig
- nº 121: Imagine (2001) - Franstalig
- nº 122: Harmonie (2006) - Franstalig

### Belgische federatie Le Droit Humain
Het D.H. telde 36 actieve en 1 slapende symbolische loge(s):
- loge nummer 45: Egalité-Emile Lefèvre (1912) - Franstalig
- loge nummer 857: Vérité (1923) - Franstalig
- loge nummer 887: Sagesse (1927) - Franstalig
- loge nummer 888: Latomia (1927) - Franstalig
- loge nummer 889: Sincérité (1927-1933) - Franstalig (zie hieronder, 942)
- loge nummer 890: Beauté (1927) - Franstalig
- loge nummer 891: Amour (1927) - Franstalig
- loge nummer 908: Tolérance (1929) - Franstalig
- loge nummer ...: La Paix (1929-1933) - Franstalig (zie hieronder, 942)
- loge nummer 942: Sincérité et La Paix Réunies (1933) - Franstalig
- loge nummer 1050: Broederschap-André Fosset (1956) - Nederlandstalig
- loge nummer 1094: L'Équerre (1962) - Franstalig
- loge nummer 1219: Humanisme (1975) - Franstalig
- loge nummer 1235: La Montagne (1976) - Franstalig
- loge nummer 1245: Tradition et Fraternité (1977) - Franstalig
- loge nummer 1252: Les Disciples d'Hiram (1977) - Franstalig
- loge nummer 1281: Hermès (1979) - Franstalig
- loge nummer 1346: Eleusis ou la Source de la Raison Pure (1983) - Franstalig
- loge nummer 1444: La Chaîne d'Union (1988) - Franstalig
- loge nummer 1469: La Liberté (1988) - Franstalig
- loge nummer 1498: Les Chemins de la Liberté (1989) - Franstalig
- loge nummer 1515: Europa (1990) - Frans-, Engels- en Spaanstalig
- loge nummer 1516: Athanor (1990) - Franstalig
- loge nummer 1532: L'Ombre et Lumière (1991) - Franstalig
- loge nummer 1570: La Mosaïque (1992) - Franstalig
- loge nummer 1575: L'Arbre de Lumière (1992) - Franstalig
- loge nummer 1596: Utopie (1993) - Franstalig
- loge nummer 1614: Érasme (1994) - Franstalig
- loge nummer 1630: Chaos (1995) - Franstalig
- loge nummer 1651: Harmonie (1996) - Franstalig
- loge nummer 1714: 't Geuzenhof (1999) - Nederlandstalig
- loge nummer 1719: Vuur (1999) - Nederlandstalig
- loge nummer 1785: Poimandres ou la Recherche du Sens (XXXX) - Franstalig
- loge nummer 1789: Le Sablier (XXXX) - Franstalig
- loge nummer 1808: Thélème (XXXX) - Franstalig
- loge nummer 1868: Balans (2007) - Nederlandstalig

Het D.H. kent 3 actieve perfectieloges:
- perfectieloge nº 21: Justice et Liberté - Franstalig
- perfectieloge nº 41: Diogène ou la Recherche de l'Humain - Franstalig
- perfectieloge nº ...: Ariane - Franstalig

Het D.H. kent 3 actieve kapittels:
- soeverein kapittel nº 76: Le Pélican (1927) - Franstalig
- soeverein kapittel nº 156: Orphée ou La Quète de l'Harmonie (XXXX) - Franstalig
- soeverein kapittel nº ...: La Rose Rouge - Franstalig

Het D.H. kent 3 actieve aeropagi:
- aeropagus nº 4: L'Effort - Franstalig
- aeropagus nº 198: Σοφια - Nederlandstalig
- aeropagus nº 213: L'Envol - Franstalig

Het D.H. kent één active consistorie:
- consistorie nº ...: L'Étoile du Matin (1960) - tweetalig fr/nl

Het D.H. kent één actieve grote raad:
- Grote Raad van de Belgische Federatie - tweetalig fr/nl

### Grootloge van Pruisen Zur Freundschaft
De G.L.P.Z.F. kent één slapende loge:
- * Stern von Brabant (1915-1918) - Duitstalig (veldloge)

### Grand Lodge of Scotland
De G.L.S. kent één actieve loge:
- nº 1465: Allegiance 6 (1952) - Engelstalig

### Grootloge van België
De G.L.B. kent drieëntwintig actieve en één slapende loge(s):
- nº 8: Tradition et Solidarité (1772) - Franstalig
- nº 13: Erasmus (1962) - Nederlandstalig
- nº 15: Les Disciples de Pythagore (1932) - Franstalig
- nº 16: La Parfaite Intélligence et l'Étoile Réunis nº 2 (1966) - Franstalig
- nº 17: L'Heureuse Rencontre (1966) - Franstalig
- n° 18: La Parfaite Amitié (XXXX) - Franstalig
- nº 30: L'Equité (1743) - Franstalig
- nº 41: Catena Fraternitatis (1977) - tweetalig
- nº 46: Sint-Jean la Lumière (1986) - Franstalig
- nº 48: Saint Michel (1982) - Franstalig
- nº 53: Charles de Lorraine (1992) - Franstalig
- n° 54: La Fraternité (XXXX) - Frannstalig
- n* 55: L'Arc-en-Ciel (1994) - Franstalig
- nº 57: Tradition et Tolérance (1995) - Franstalig
- nº 61: Allos Ego (1996) - Franstalig
- nº 63: L'Âne d'Or (1997) - Franstalig
- nº 65: L'Age d'Or (1997) - Franstalig
- nº 66: La Lumière d'Or (XXXX) - Franstalig
- n° 69: L'Olivier (XXXX) - Franstalig
- n° 71: Racines et Lumière (XXXX) - Franstalig
- n° 74: Spelunca (XXXX) - Franstalig
- n° 76: La Paix et la Candeur (XXXX) - Franstalig
- n° 83: Magna Carta (2018) - Engelstalig
- n° 85: La Pierre d'Eveil (XXXX) - Franstalig

### Reguliere Grootloge van België
De R.G.L.B. kent elf actieve en één slapende loge(s):
- nº 1: L'Union (1962) - Franstalig
- nº 4: Chevalier Ramsay (1964) - Engelstalig
- nº 7: Les Trois Anneaux (1975) - Franstalig
- nº 11: La Parfaite Amitié (1966) - Franstalig
- nº 12: Jan Van Ruysbroeck (1979) - Nederlandstalig
- nº 17: Le Cèdre (1980) - Franstalig
- nº 18: Geoffroy de Saint-Omer (1980) - Franstalig
- nº 21: In Candore (1983-19XX) - Franstalig
- nº 23: Het Gulden Vlies (1988) - Nederlandstalig
- nº 30: Ars Macionica (1995) - Frans-, Nederlands- en Engelstalig (onderzoeksloge)
- nº 35: Zur Morgenlandfahrt (1997) - Duitstalig
- nº 40: Sous le Voile d'Hermès (2001) - Franstalig

### Vrouwengrootloge van België
De V.G.L.B. telt 9 actieve loges:
- nº 1: Irini (1974) - Franstalig
- nº 3: La Source (1976) - Franstalig
- nº 11: La Croisée des Chemins (19XX) - Frans- en Engelstalig
- nº 12: Égrégore (19XX) - Franstalig
- nº 14: Isis (XXXX) - Franstalig
- nº 18: L'Inaccessible Étoile (19XX) - Franstalig
- nº 19: L'Arbre de Vie (19XX) - Franstalig
- nº 20: De Kiem (19XX) - Nederlandstalig
- nº 26: L'Eau Vive (19XX) - Franstalig

### Lithos Confederatie van Loges
L.C.L. telt 35 actieve loges:
- nº 1 : Alegria (2006) - Nederlandstalig
- nº 2: Aqua (2006) - Nederlandstalig
- nº 3: Dionysos (2006) - Nederlandstalig
- nº 4: Agora (2006) - Franstalig
- nº 5: Panta Rhei (2006) - Nederlandstalig
- nº 6: Steen (2007) - Nederlandstalig
- nº 7: Lessing (XXXX) - Frans- en Duitstalig
- nº 8: Toren van Babel (2008) - Nederlandstalig
- nº 9: L'Amitié (2008) - Franstalig
- nº 10: Ypsilon (2008) - Franstalig
- nº 12: Houtskool (2010) - Nederlandstalig
- nº 14: Tradition et Progrès (2011) - Franstalig
- nº 15: Agir et Rêver (2011) - Franstalig
- nº 16: La divine Comédie (2011) - Franstalig
- nº 17: Le Reanc-Maillon (2011) - Franstalig
- nº 18: Lessing (2011) - Franstalig
- nº 19: Portus (2012) - Nederlandstalig
- nº 21: Evenwicht (2013) - Nederlandstalig
- nº 22: Zoektocht (2013) - Nederlandstalig
- nº 23: Logos (2013) - Franstalig
- nº 24: Tegenlicht (2014) - Nederlandstalig
- nº 25: Diaspora (2014) - Nederlandstalig
- nº 26: Les chemins de lumière (2016) - Franstalig
- nº 28: Mozaïek (2015) - Nederlandstalig
- nº 29: Vaclav Havel (2015) - Nederlandstalig
- nº 30: Aletheia (2015) - Franstalig
- nº 31: L'Aube (2015) - Franstalig
- nº 32: Philia (2016) - Franstalig
- nº 33: Sub rosa (2016) - Nederlandstalig
- nº 34: L'heure bleue (2017) - Franstalig
- nº 35: Bevrijding (2017) - Nederlandstalig
- nº 36: Kosmopolis (2018) - Frans- en Engelstalig
- nº 37: Les deux Luxembourg (2018) - Franstalig
- nº 38: Le grain de sable (2018) - Franstalig
- nº 39: Ouroboros (2018) - Franstalig

### District Grootloge van Merkmeesters in België
De District Grootloge kent twee actieve werkplaatsen:
- nº ...: ... (XXXX) - Franstalig
- nº ...: ... (XXXX) - Engelstalig

### Opperraad van de Aloude en Aangenomen Schotse Ritus voor België
De Opperraad voor België kent ... actieve werkplaatsen:
- perfectieloge en soeverein kapittel nº ...: ... (XXXX) - Franstalig
- areopagus nº ...: ... (XXXX) - Franstalig
- consistorie nº ...: ... (XXXX) - Franstalig

### Belgische Opperraad van de Aloude en Aangenomen Schotse Ritus
De Belgische Opperraad kent ... actieve werkplaatsen:
- perfectieloge en soeverein kapittel nº ...: ... (XXXX) - Franstalig
- areopagus nº ...: ... (XXXX) - Franstalig
- consistorie nº ...: ... (XXXX) - Franstalig

### Soeverein College van de Schotse Ritus van België
Het Soeverein College kent... actieve werkplaatsen:
- perfectieloge en soeverein kapittel: Le Chapitre Libre et Souverain des Amis Philanthropes (XXXX) - Franstalig
- perfectieloge en soeverein kapittel: Raison et Fraternité (XXXX) - Franstalig
- areopagus: L'Aréopage Libre (XXXX) - Franstalig
- consistorie: ... (XXXX) - Franstalig

### Ordre Initiatique et Traditionnel de l'Art Royal
De kent één actieve werkplaats:
- nº ...: Le Sceau d'Erasme (XXXX) - Franstalig

### Belgische Grootloge van de Egyptische Ritus
Het S.S.M.M. kent één passieve loge:
- nº ...: ... (XXXX-XXXX) - Franstalig

## Para-Maçonnerie

### Belgische Martinistenorde
- Louis Gastin (16 december 1962 - ?) - Franstalig (Brussel en Rijsel)
- Emile Ehlers (28 augustus 1963 - ?)
- Jacob Boehme (15 augustus 1972 - ?) - Franstalig
- Papus (1975) - Franstalig (een aantal jaar verhuisd naar Charleroi en later terug naar Brussel)

### Theosofische Vereniging
De vereniging kent 4 actieve en 11 slapende takken:
- Branche de Bruxelles - Franstalig en Engelstalig (1898-XXXX)
- Branche Lumière - Franstalig en Nederlandstalig (1898)
- Branche Lotus Blanc - Franstalig (1903-XXXX)
- Branche Isis - Franstalig (1903-XXXX)
- Branche Anglo-Belge - Franstalig (1905-1934)
- Branche Blavatsky - Franstalig (1910)
- Branche Alcyone - Franstalig (1912-XXXX)
- Branche Krishna - Franstalig (1920-XXXX)
- Branche Lotus Bleu - Franstalig (1923-XXXX)
- Branche Russe du Lotus Blanc (1931-XXXX)
- Branche Arundale - Franstalig (1971-XXXX)
- Branche Unité - Franstalig (1971-1975)
- Branche Dharma - Franstalig (XXXX-XXXX)
- Branche Centrale - Franstalig (XXXX)
- Youth Lodge - Engelstalig (XXXX)

### Rosicrucian Fellowship
Het R.F. telt één werkplaats:
- Rusicrucian Fellowship Brussel (XXXX) (viii.) - ...

### A.M.O.R.C.
De A.M.O.R.C. kent 1 actieve werkplaats:

### Lectorium Rosicrucianorum
Het L.R. kent één actieve werkplaats:
- Lectorium Rosicrucianorum Bruxelles (XXXX) (ix.) - Franstalig

### B'nai B'rith
Het B.B. kent één actieve loge:
- nº ...: Henry Jones (1950) (...) - ...

## Legende
De werkplaatsen zijn terug te vinden op volgende adressen:
- i. Lakenstraat 79, 1000 Brussel (G.O.B.)
- ii. Peterseliestraat 8 1000 Brussel (G.O.B.)
- iii. Simonisplein 19 1080 Brussel (G.L.B.)
- iv. Driesstraat 21 1190 Brussel (V.G.L.B.)
- v. Kluisstraat 86 1050 Brussel (sinds 1975 een museum, daar vergaderen geen loges meer)
- vi. Marconilaan 207 / 2 1190 Brussel (D.H.)
- vii. Koningstraat 265 1210 Brussel (R.G.L.B.)
- viii. Mommaertsstraat 32 1080 Brussel (T.V.)
- ix. Boulevard Charlemagne 25 / Schumannplein (L.R.)

Vrijmetselarij · Beginselen · Geschiedenis · Symbolen · Vrijmetselaarsloge · Ordegrondwet · Obediëntie · Regulariteit en irregulariteit · Ritus · Graden · Grootmeester · Gemengde vrijmetselarij · Para-vrijmetselarij · Antivrijmetselarij · Vrijmetselarij in Nederland · Vrijmetselarij in België · Internationale vrijmetselarij
>>> Meer info op Portaal:Vrijmetselarij <<<